# أوريليو دي ليرة تافاريس
أوريليو دي ليرة تافاريس هو دبلوماسي وكاتب وعسكري وسياسي برازيلي، ولد في 7 نوفمبر 1905 في جواو بيسوا في البرازيل، وتوفي في 18 نوفمبر 1998 في ريو دي جانيرو في البرازيل. نشط حزبياً في حزب تحالف التجديد الوطني ‏. وقد انتخب رئيس البرازيل (31 أغسطس 1969 – 30 أكتوبر 1969) وانتخب سفير.

## وصلات خارجية
- أوريليو دي ليرة تافاريس على موقع مونزينجر (الألمانية)